# 黄苑玲
黄苑玲(Ruth Asmundson，20世纪—)，祖籍中国福建省，出生在菲律宾，美国政治人物。先在菲律宾亚当森大学取得化学学士学位，后于美国Wilkes University取得化学硕士学位，继而于1972年在加州大學戴維斯分校取得农业化学博士学位。2004年3月30日成为美国加州戴维斯市市长。

## 外部連結
- 黄苑玲簡介